# Kamptozoa
Kamptozoa je skupina živočichů, která sdružuje kmen mechovnatci (Entoprocta, také Kamptozoa v užším slova smyslu) s malým, poměrně nově (1995) objeveným kmenem vířníkovců (Cycliophora; znám jediný rod Symbion). Monofylie skupiny není zcela prokázaná. Kmeny spojuje kromě několika ultrastrukturálních znaků také to, že mechovnatci často žijí výlučně přisedle na tělech mořských živočichů, vířníkovci kromě některých larválních stádií žijí přisedle na ústních orgánech humrů.